# Giersbergkapelle (Kirchzarten)

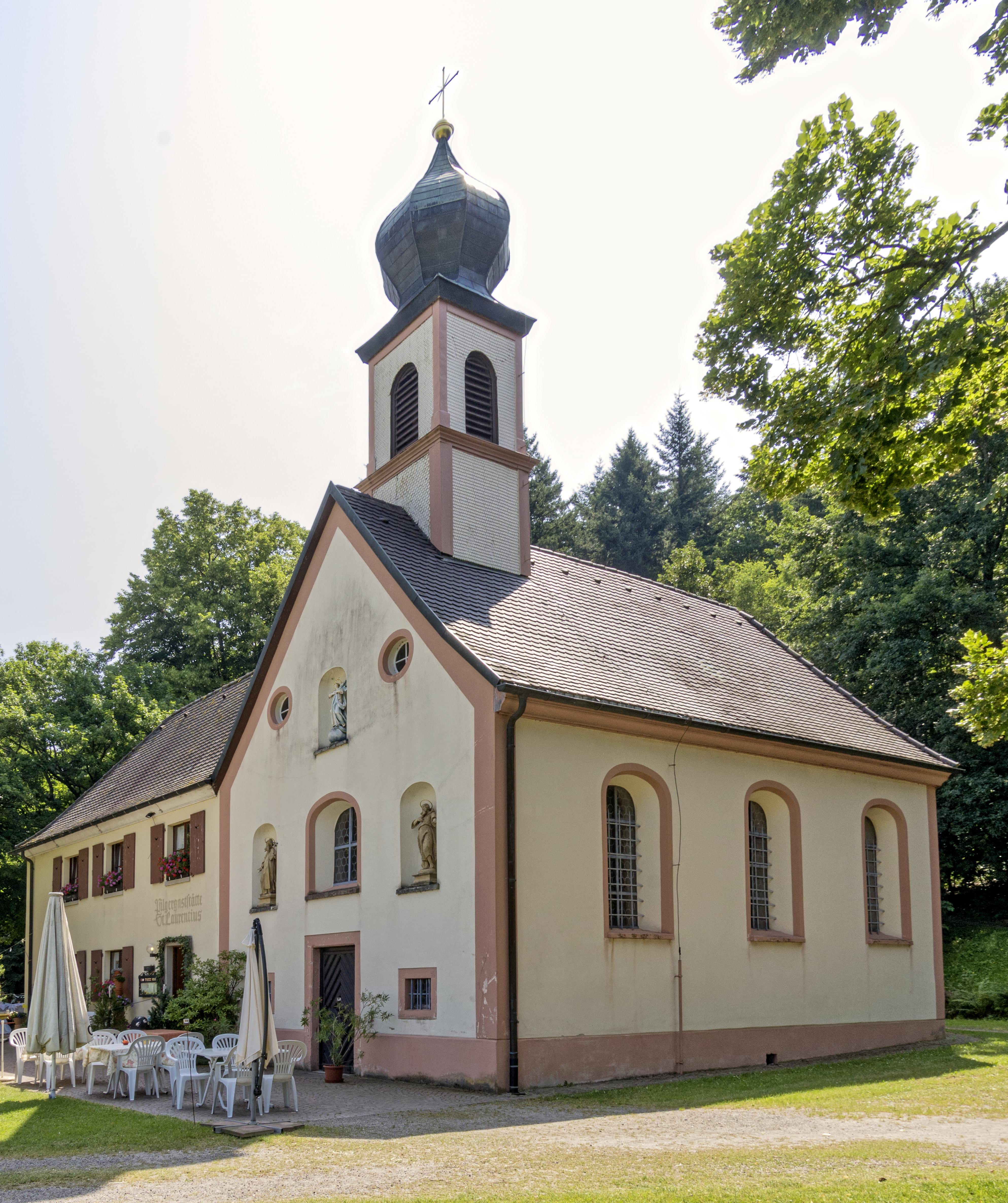
Giersbergkapelle und Pilgergaststätte

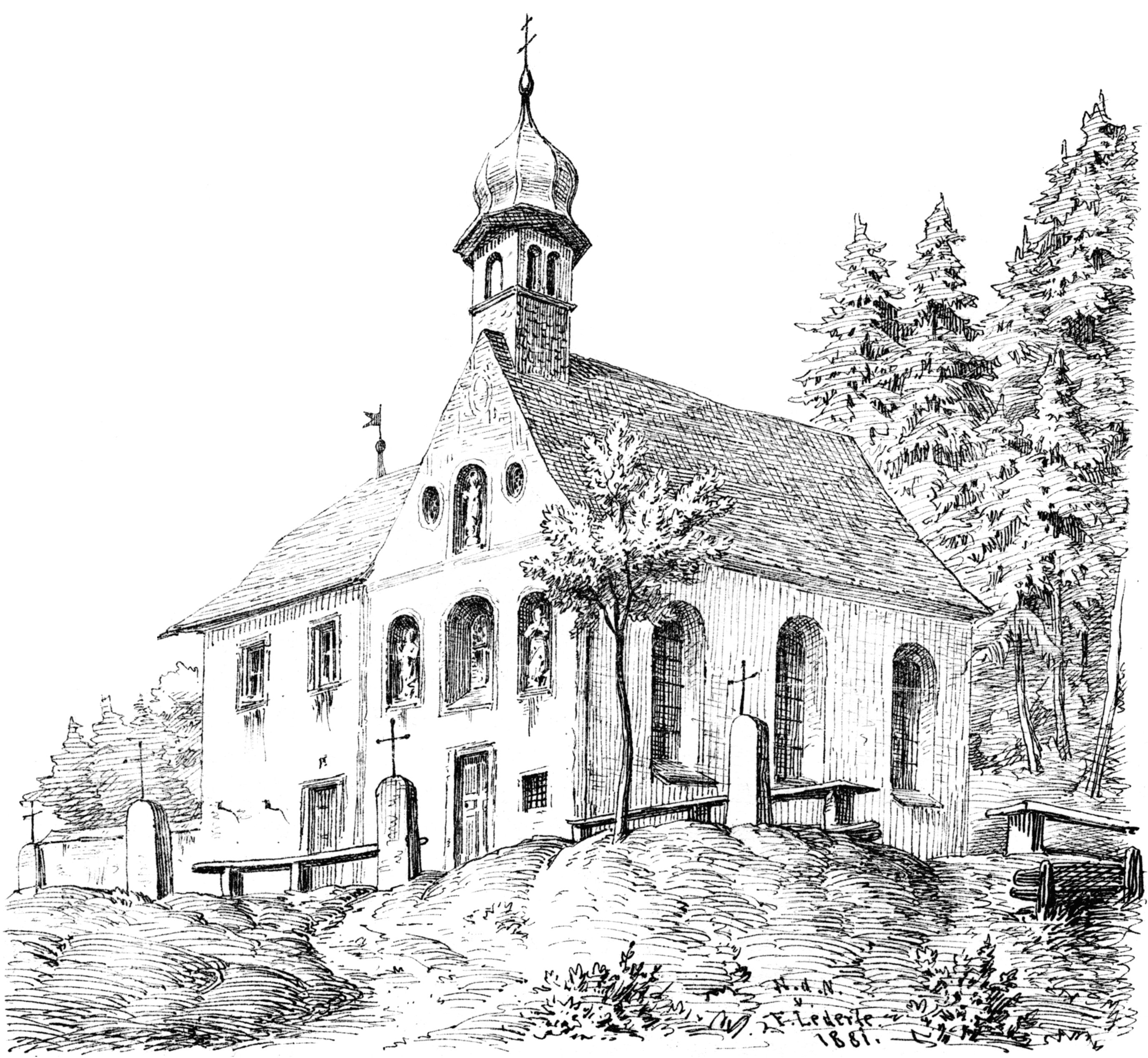
Zustand 1880

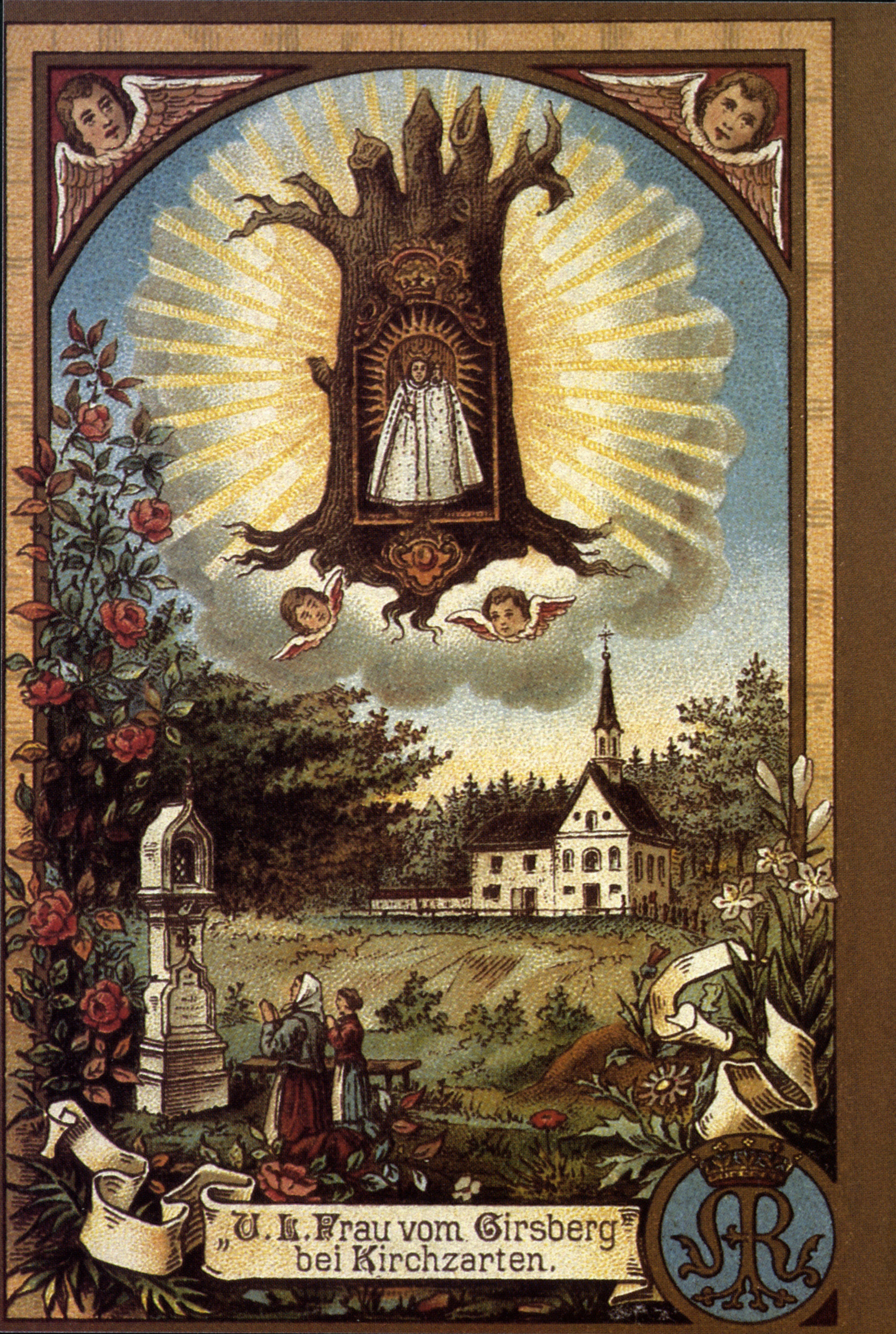
Zustand 1900

Die Giersbergkapelle ist eine der heiligen Maria geweihte Kapelle auf dem Giersberg, einer 464 m hohen Anhöhe des Dorfes Kirchzarten im Dreisamtal östlich von Freiburg im Breisgau. Sie gehört zur katholischen Pfarrei St. Gallus der Seelsorgeeinheit Dreisamtal im Dekanat Neustadt des Erzbistums Freiburg. Patrozinium ist am 8. September (Mariä Geburt).
Besonders der Kirchzartener Pfarrer Franz Kern hat über sie geforscht.

## Geschichte
Die frühe Geschichte hat der Kirchzartener in einer Glockeninschrift (siehe unten) genannte Vogt Peter Busset (1685–1751) niedergeschrieben. Danach fand Anfang des 18. Jahrhunderts ein Hirtenjunge in einer Baumhöhle ein kleines Marienbild. Eine Wallfahrt setzte ein. 1709 wurde etwa 250 m westlich des heutigen Baus im Wald eine Holzkapelle errichtet. Ab 1729 wurde sie von Bruder Lorenz Rost betreut. Sein wirklicher Name ist unbekannt, Lorenz Rost nannte er sich wohl nach dem heiligen Laurentius von Rom und dessen Attribut, dem Rost, auf dem der Heilige verbrannt wurde. „Länger als 40 Jahre Einsiedler auf dem Giersberg, gebildet in Lebensweisheit und Theologie, … angeblich dem Vaterland und dem Geburtsort nach vom Eichsfeld, ein Adeliger, ein Handwerker und ein Geheimnisvoller“ wird er im Sterbevermerk von 1770 genannt. Rost betrieb, auch mit eigenen Geldmitteln, einen Neubau der Kapelle. Er wurde nicht im Wald, sondern auf einer freien Anhöhe errichtet, dem heutigen Standort, und zwar mit der Fassade nach Norden, so dass sie aus Kirchzarten und vom gegenüberliegenden Nordrand des Dreisamtals gesehen werden konnte. Am 24. November 1738 wurde sie vom Konstanzer Weihbischof Franz Johann Anton von Sirgenstein geweiht. Neben der Kapelle wurde ein „Brueder-Hauß“ gebaut.
Waren die Kirchzartener zuvor in der Bittwoche montags über den Schauinsland nach St. Trudpert, dienstags nach Zarten und Weiler, mittwochs nach St. Märgen und freitags nach Hinterzarten gezogen, so trat jetzt an die Stelle von Hinterzarten die „Neue Wallfahrt“ auf den Giersberg.

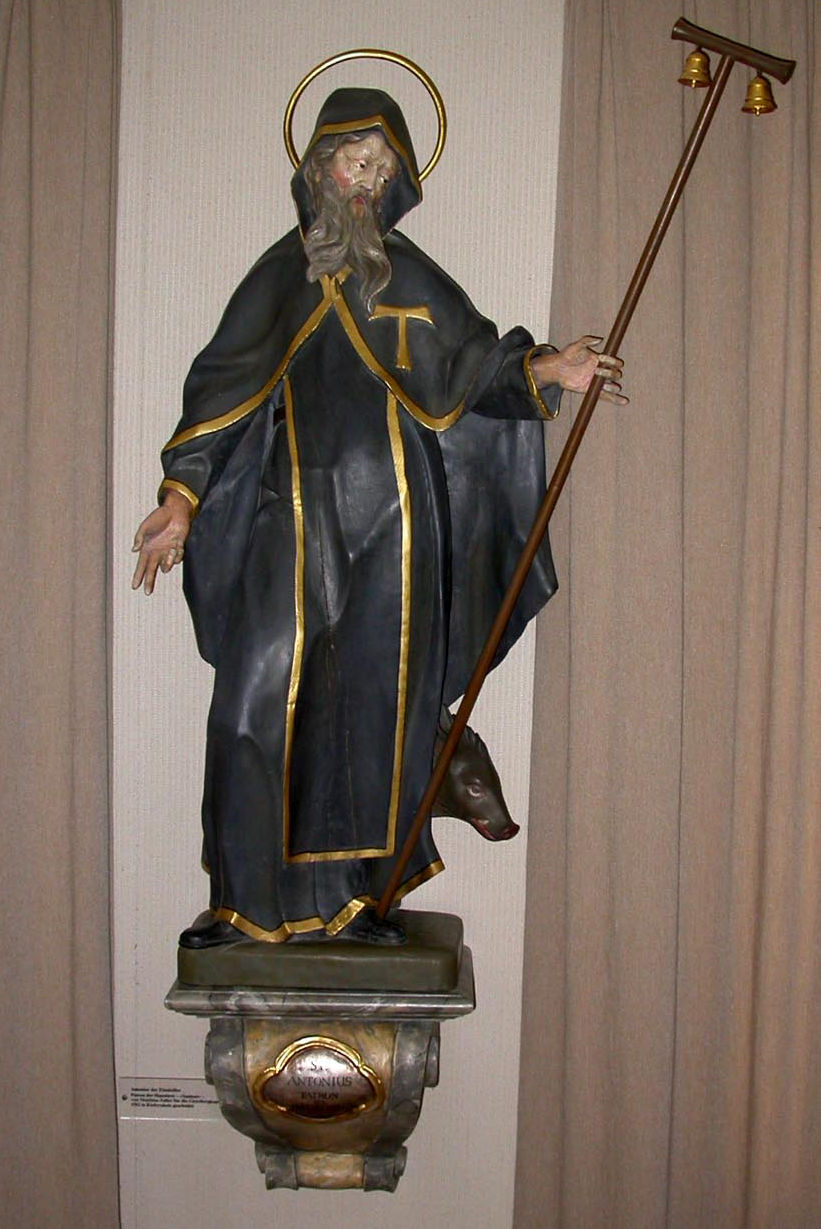
Antonius der Eremit (Original-Fassadenskulptur im Gemeindehaus)

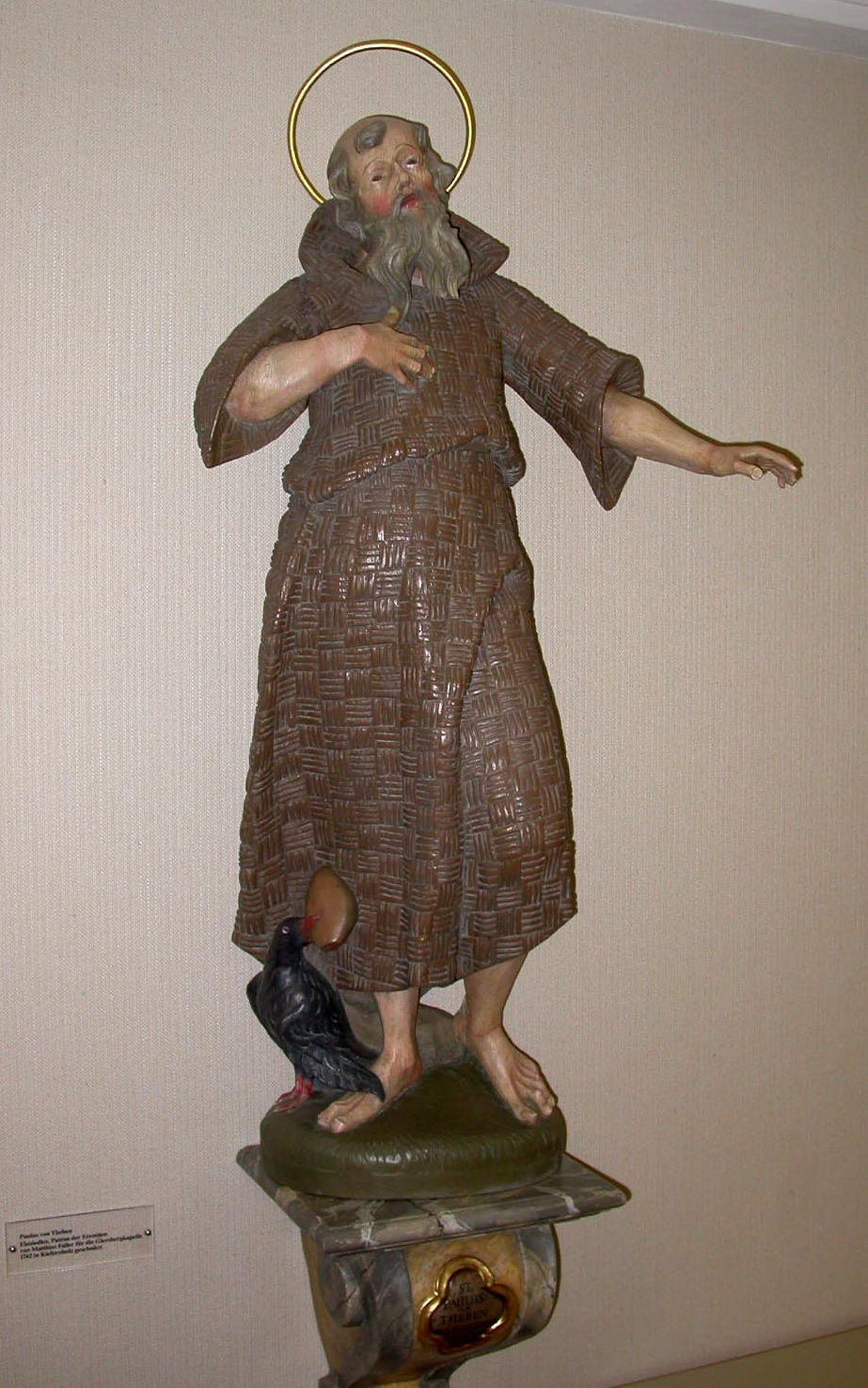
Paulus von Theben (Original-Fassadenskulptur im Gemeindehaus)

Um die Wende vom 18. zum 19. Jahrhundert drohte der Kapelle die Aufhebung, zunächst durch den österreichischen Josephinismus, dann durch den evangelischen Großherzog von Baden. Die Gemeinde widersprach. 1807 argumentierte sie historisch, religions- und fiskalpolitisch, dann: „Es ist gewiß nicht schädlich, sondern vielmehr nützlich, wenn die Leuthe auf dem Lande auch außerhalb den Wirthshäußern, Kegelplätzen und Spieltischen Orte haben, welche sie in den Feierstunden der Sonn- und Feyertage besuchen können, und ein solcher Orth ist wirklich die Kapelle auf dem Giersberg. Eine milde, menschenfreundliche Regierung wird ohne dringende Nothwendigkeit die Wegschaffung der in allem Betracht ganz unschädlichen Kapelle nicht befehlen, sondern womöglich den Einwohnern diesen Ort unschuldiger Freude gern lassen.“ Der evangelische Amtmann, zur Inspektion geschickt, erklärte vor der Kapelle, mit Blick auf das Dreisamtal: „Und ich sage: Der Giersberg bleibt!“
Im 19. Jahrhundert wurde die Kapelle mehrfach repariert, zum Beispiel als 1859 der Sturm einen Teil des Dachs weggerissen hatte. 1895 wurde der ursprüngliche Zwiebelturm durch einen neugotischen Spitzturm ersetzt, an dessen Stelle aber 1956 wieder ein Zwiebelturm trat. 1951 wurde das alte Bruderhaus niedergelegt und die Pilgergaststätte St. Laurentius mit Wohnung und Sakristei errichtet. 1965 wurde der Fahrweg zum Giersberg befestigt und asphaltiert, mit der Bedingung: „Durch den Ausbau dieses Fahrwegs darf der Giersberg für den allgemeinen Kraftfahrzeugverkehr nicht freigegeben werden, da die Würde und Ruhe dieses Wallfahrtsortes unter allen Umständen gewahrt werden muß.“ 1972 bis 1974 erfolgte eine weitere Restaurierung. Neben der Fahrstraße wurde ein Bürgersteig angelegt und das Fahrverbot von 1965 aufgehoben. Die jüngste Restaurierung fand Anfang 2013 statt.
Am 3. März 2013 wurde in Kirchzarten über die Frage abgestimmt: „Soll am Giersberg / Bickenreute eine Trainings- und Wettkampfsportstätte für Mountainbiker (Bike-Arena) eingerichtet werden?“ 61,1 % der Stimmberechtigten stimmten ab. 25,60 % mit „ja“, 35,28 % mit „nein“. Das Quorum wurde erreicht, der Bürgerentscheid, Ablehnung der Arena, war bindend.

## Zugang
Westlich der Kapelle beginnt am Fuß des Giersbergs ein Kreuzweg. Der Freiburger Bildhauer Lorenz Wüst schuf die vierzehn neugotischen Stationen Ende des 19. Jahrhunderts.

## Gebäude
Die Kapelle ist ein Rechtecksaal mit einer polygonalen Apsis im Süden, den ein Muldengewölbe mit Stichkappen überfängt. In der nördlichen Fassade öffnen sich das rechteckige Portal, zwei kleine rechteckige Fenster daneben, ein großes rundbogiges Fenster darüber, zwei Oculi und drei Figurennischen. In den Seitenwänden öffnen sich korbbogige Fenster, drei rechts und zwei links, in den Polygonwänden drei elliptische Oculi. Den Dachreiter krönt eine Zwiebelhaube. Links stößt die Pilgergaststätte an. Zwei Holzsäulen stützen im Inneren eine Orgelempore.

## Ausstattung

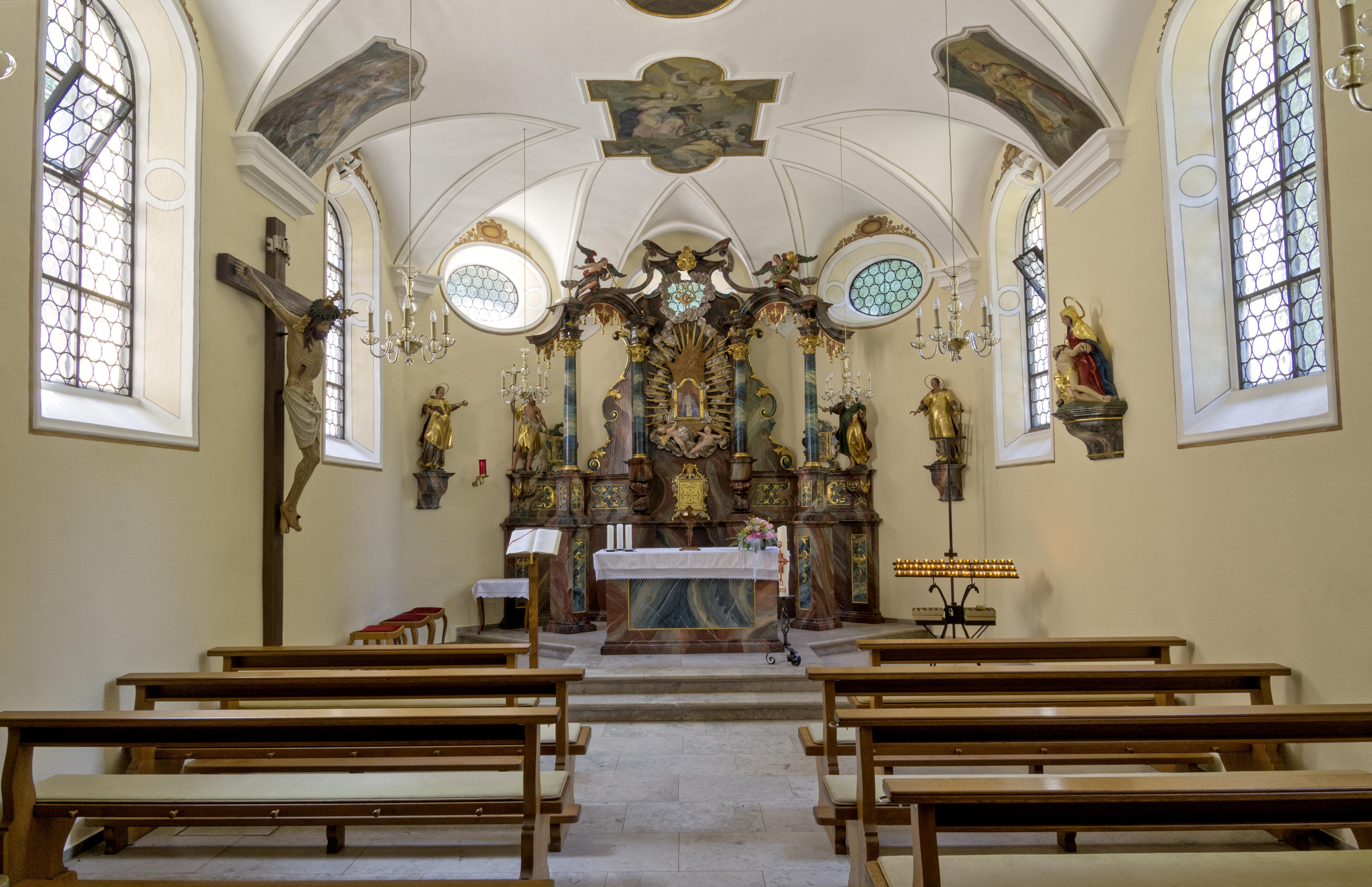
Inneres Richtung Altar

Der Altar und die übrigen Skulpturen stammen größtenteils von Matthias Faller und seiner Werkstatt, die Gemälde von Johann Pfunner.

### Fassadenskulpturen
Die Skulpturen der Nordfassade sind Kopien aus Beton, die der Freiburger Bauunternehmer Heinrich Brenzinger 1951 „in allerletzter Stunde“ anfertigen ließ; die Originale aus Holz stehen im Gemeindehaus der Pfarrei St. Gallus. Zuoberst tritt die Maria immaculata, den Kopf von Sternen umkränzt, auf eine Schlange (Offb 12,1 , Gen 3,15 ). Links steht Antonius der Eremit mit Taustab, Glöckchen, einem Schwein und dem Tau der Antoniter auf seinem Gewand. Rechts steht Paulus von Theben in einem Gewand aus Palmblättern und dem Raben, der ihn täglich mit dem Brot in seinem Schnabel versorgte. Lorenz Rost betrachtete die beiden, die berühmtesten der frühen christlichen Eremiten, wohl wie den heiligen Laurentius als seine Vorbilder.

### Gemälde
Pfunners Deckengemälde zeigen in der Mitte vorn, nächst dem Chor, die Verkündigung an Maria, wo ein Bauernmädchen Maria eine Blumengirlande darbietet, dann Mariä Heimsuchung, wo auf Marias Leib die Buchstaben IHS leuchten. Hinten, nächst dem Eingang, ist Christi Geburt dargestellt; alles Licht geht von dem Kind in der Krippe aus; rechts unterhalten sich zwei junge Frauen, eine einen Korb mit Tauben auf dem Kopf. Die Heimsuchung hat Pfunner „Johannes Pfunner Pxt“ signiert. Die fünf seitlichen Schilde zeigen vorn links den heiligen Stephanus, vorn rechts Laurentius, weiter hinten links Sebastian mit zwei Pfeilen in der linken Hand, rechts Rochus von Montpellier mit einer Pestbeule am Bein und einem Engel zur Seite, schließlich hinten über der Empore den heiligen Johannes Nepomuk, der eine Zunge in der linken Hand hält, Symbol seiner Weigerung, das Beichtgeheimnis zu brechen.

Pfunners Deckengemälde
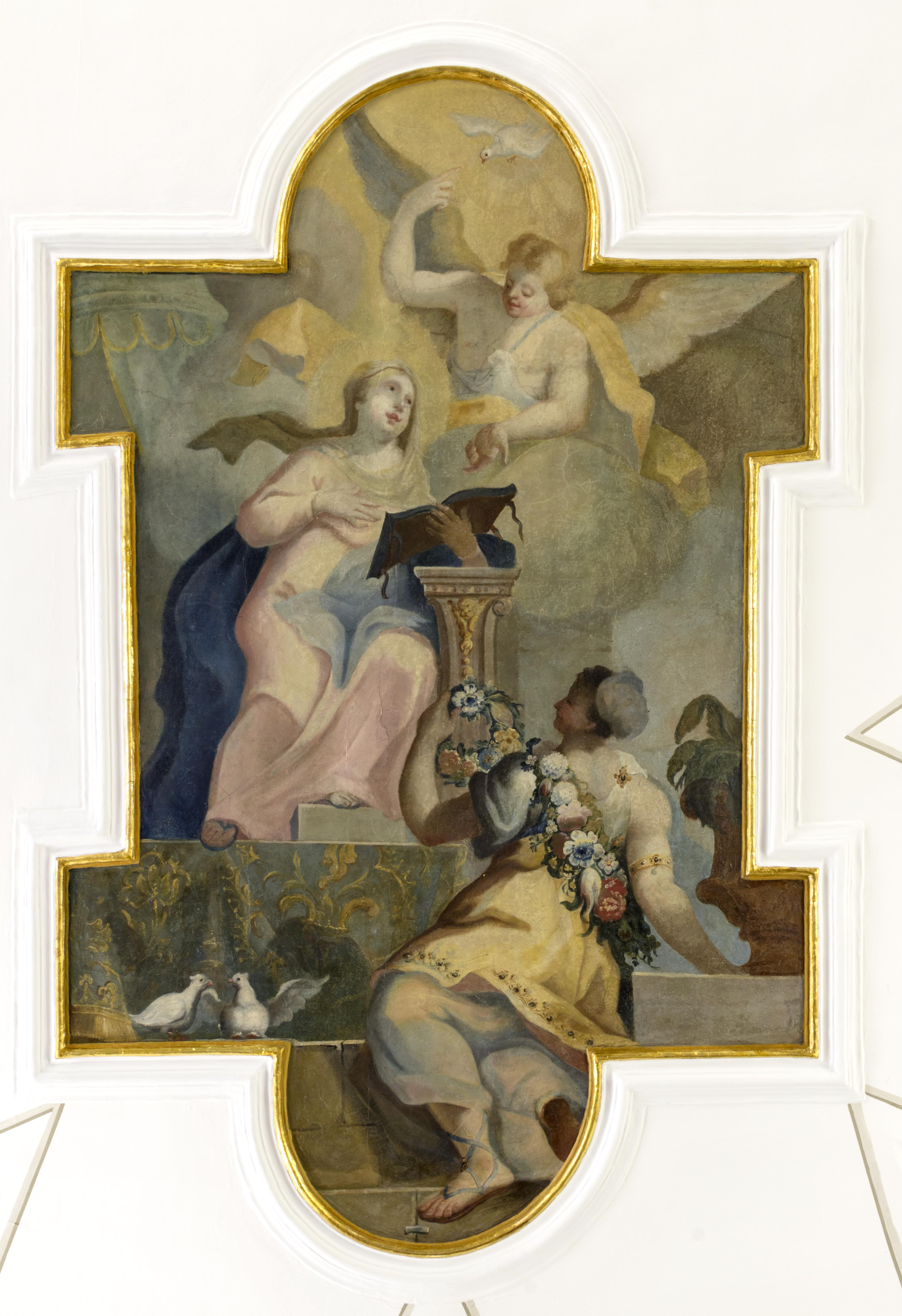
Verkündigung an Maria
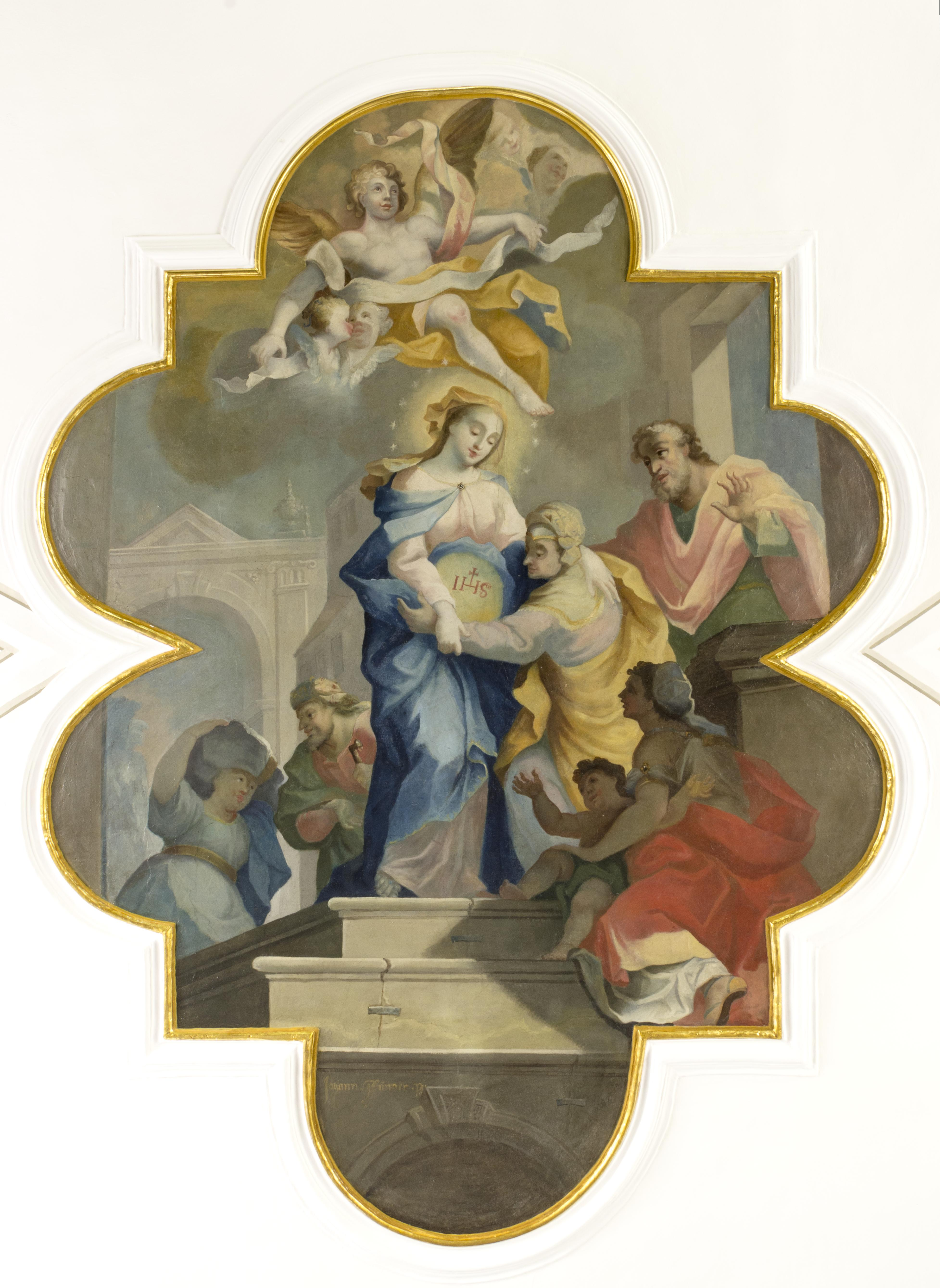
Mariä Heimsuchung
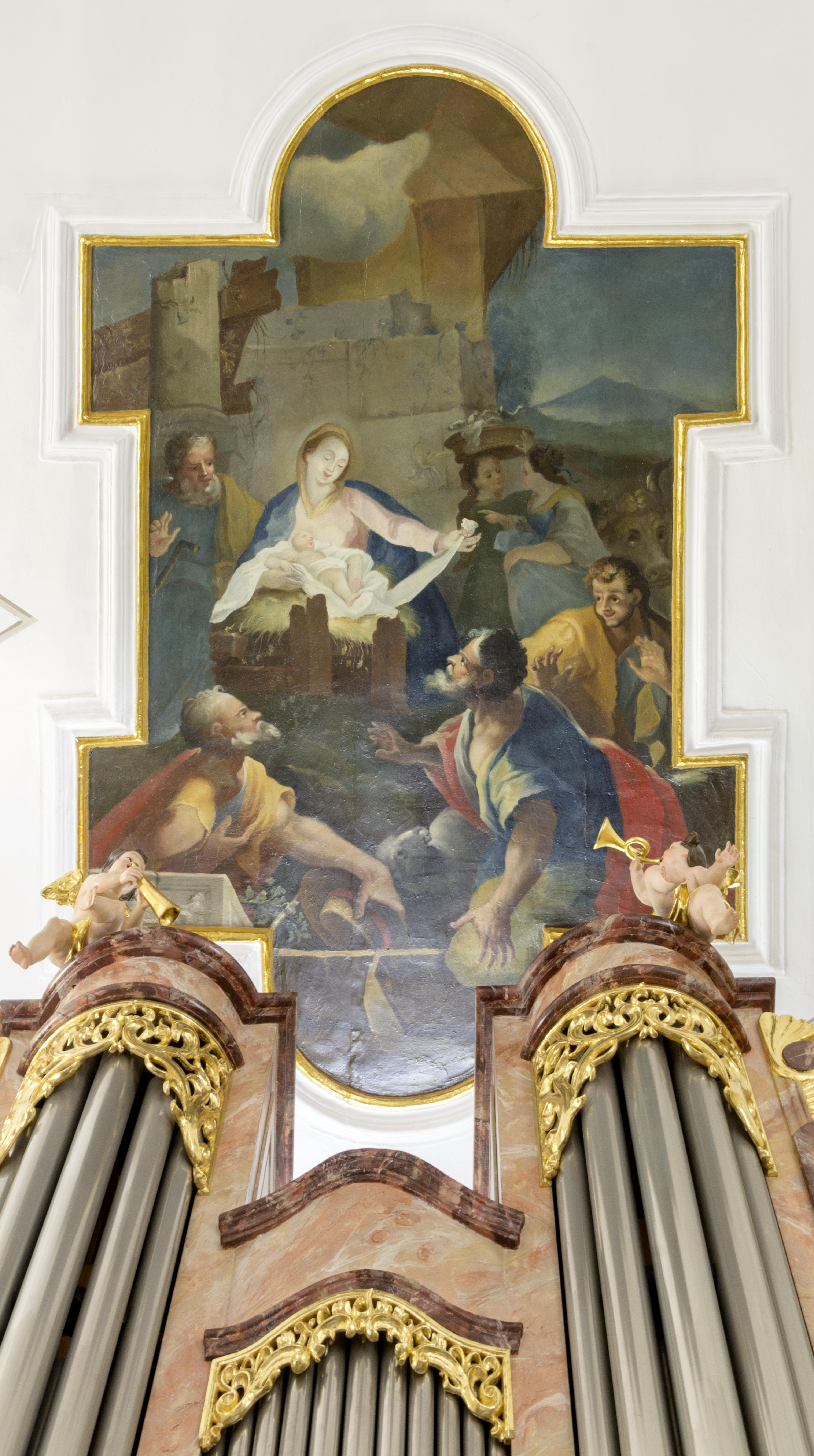
Geburt Jesu

Pfunners Gemälde: seitliche Schilde
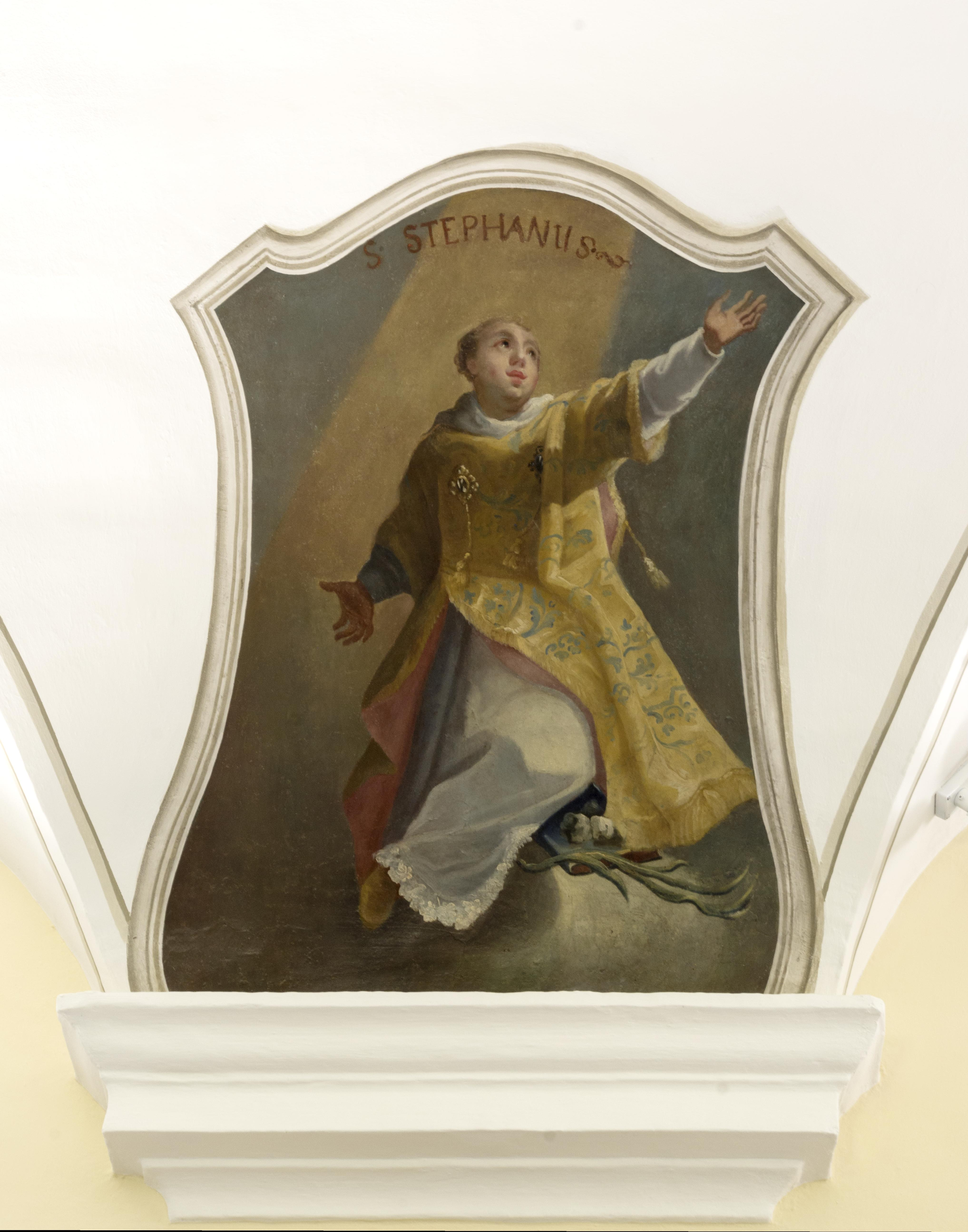
Stephanus
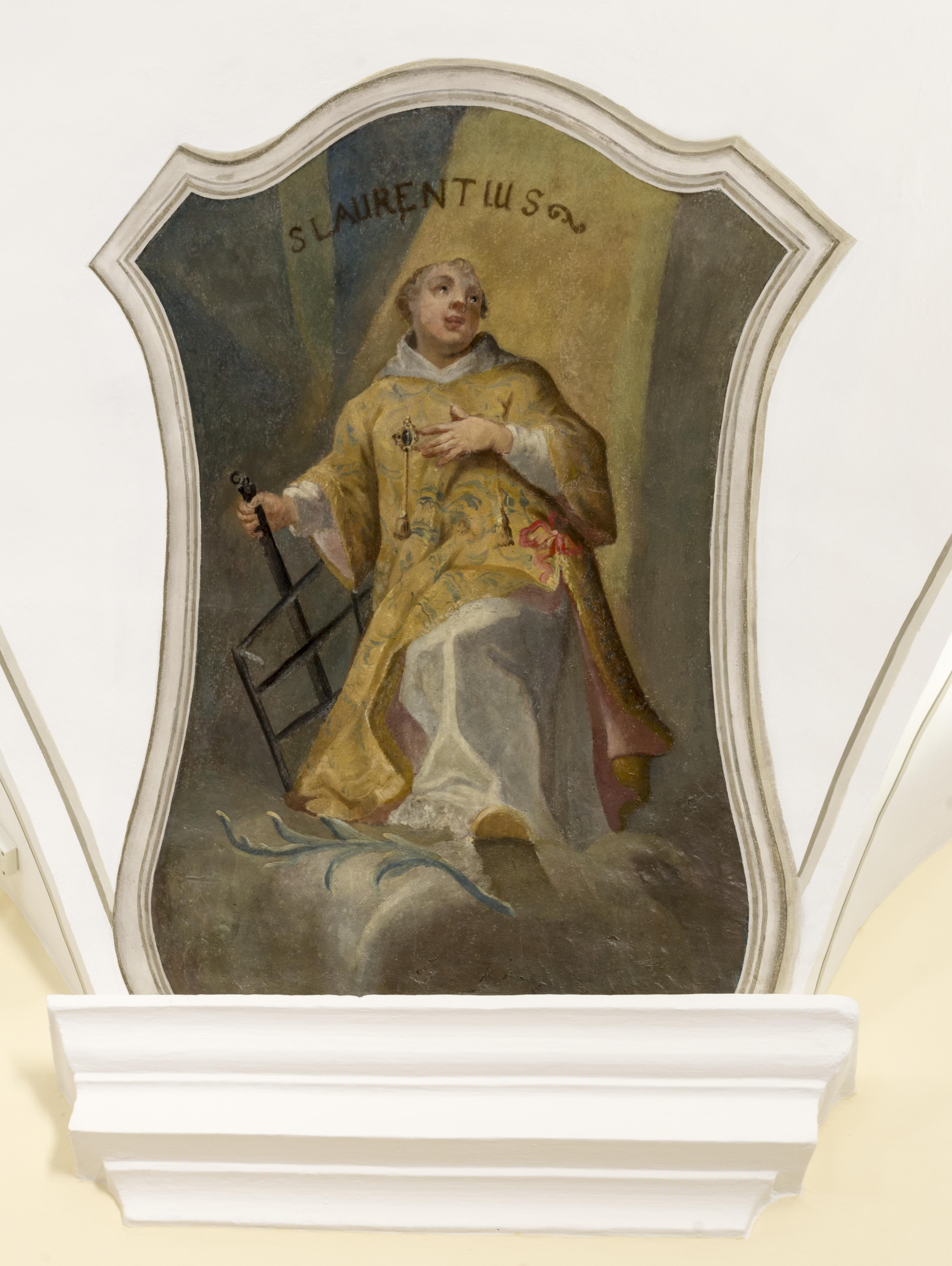
Laurentius
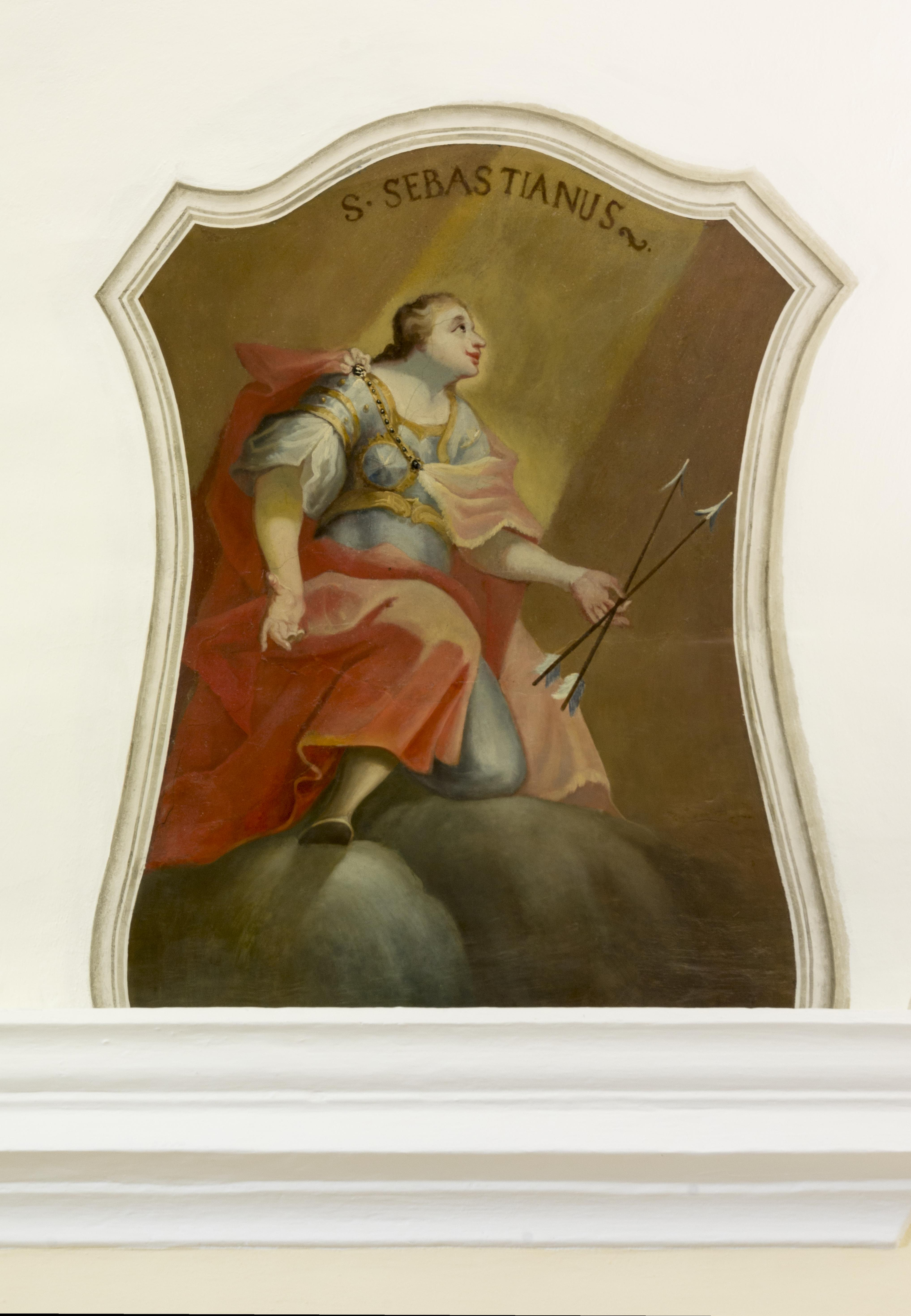
Sebastian
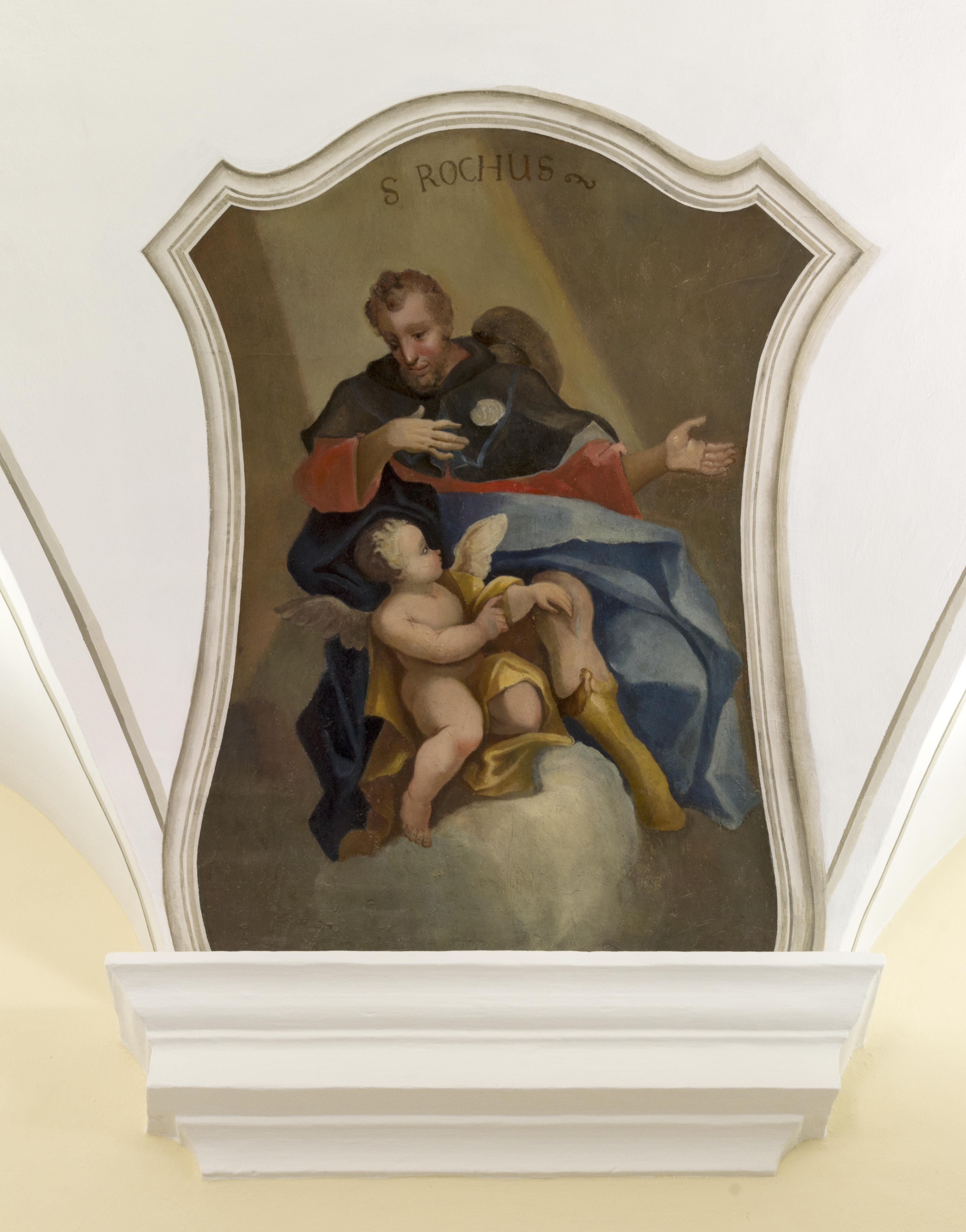
Rochus
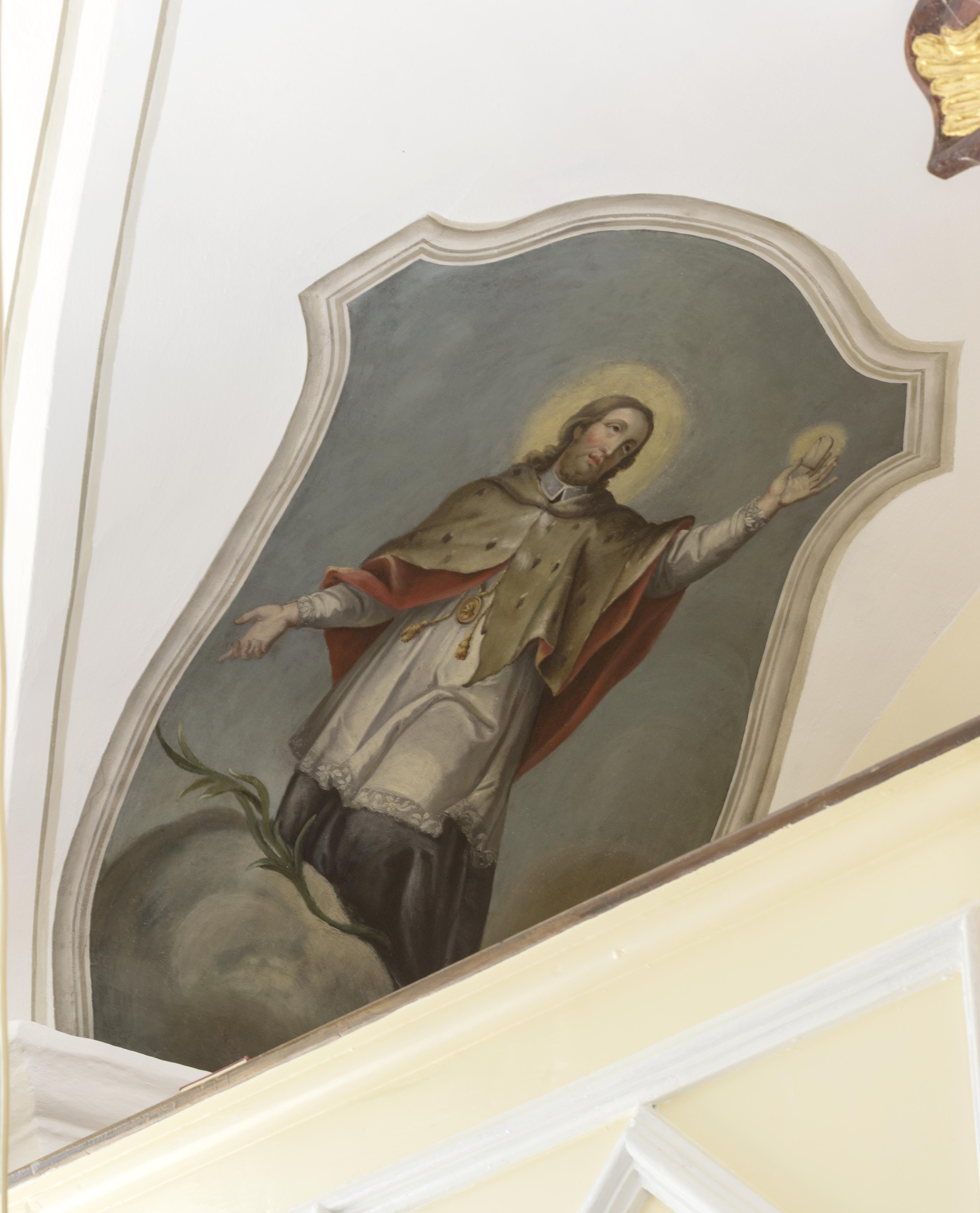
Johannes Nepomuk

### Skulpturen des Innenraums
Im Altar tragen vier Säulen mit korinthischen Kapitellen Bögen, von denen geschnitzte Vorhänge herabfallen. Auf den seitlichen Bögen thronen Engel, der linke mit einer Trompete, der rechte mit einer Krone. Vor dem mittleren der drei Oculi versinnbildlicht ein silberner Wolkenkreis den Himmel. Hier trägt ein kleiner Engel auf Kopf und Flügeln ein Marienmonogramm. Zwischen den mittleren Säulen umgeben goldene Strahlen vor mehr silbernen Wolken das mit einem Brokatmantel bekleidete Gnadenbild in der Baumhöhle; angeblich sind Baumstamm und Gnadenbild weitgehend identisch mit denen vom Anfang des 18. Jahrhunderts. Die Madonna mit Kind ist ohne die Krone 27 cm hoch, „rustikale Kunst“. Im Wurzelbereich des Baumstamms spielen zwei Putten. Seitlich der äußeren Säulen stehen zunächst Reliquiare, dann links Johannes der Täufer in einem Gewand aus Kamelhaaren und einen Kreuzstab mit dem Spruchband „ECCE AGNUS DEI – Seht das Lamm Gottes“ in der rechten Hand, rechts Johannes der Evangelist mit seinem Schreibwerkzeug, einem Federkiel, in der linken Hand.

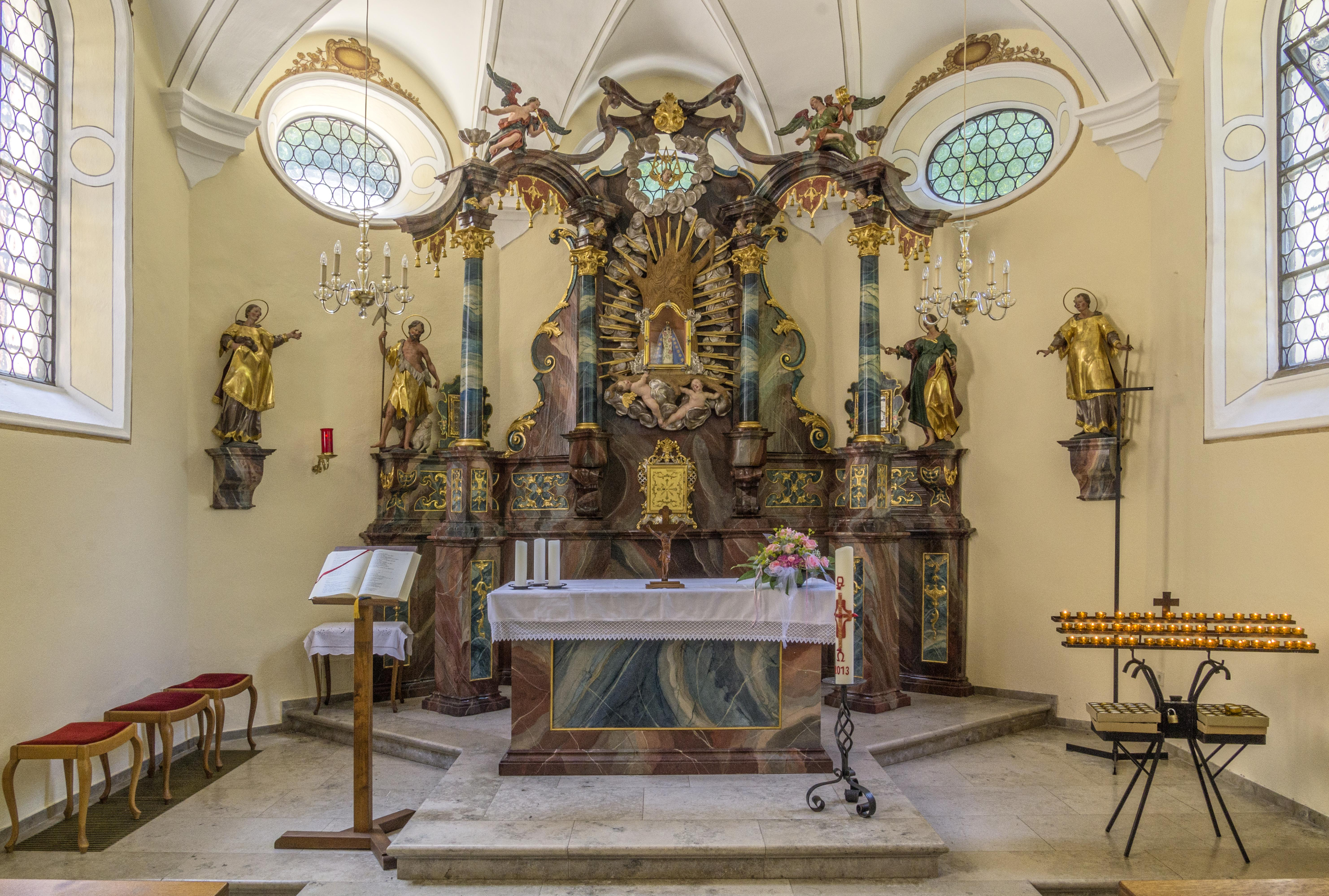
Altar

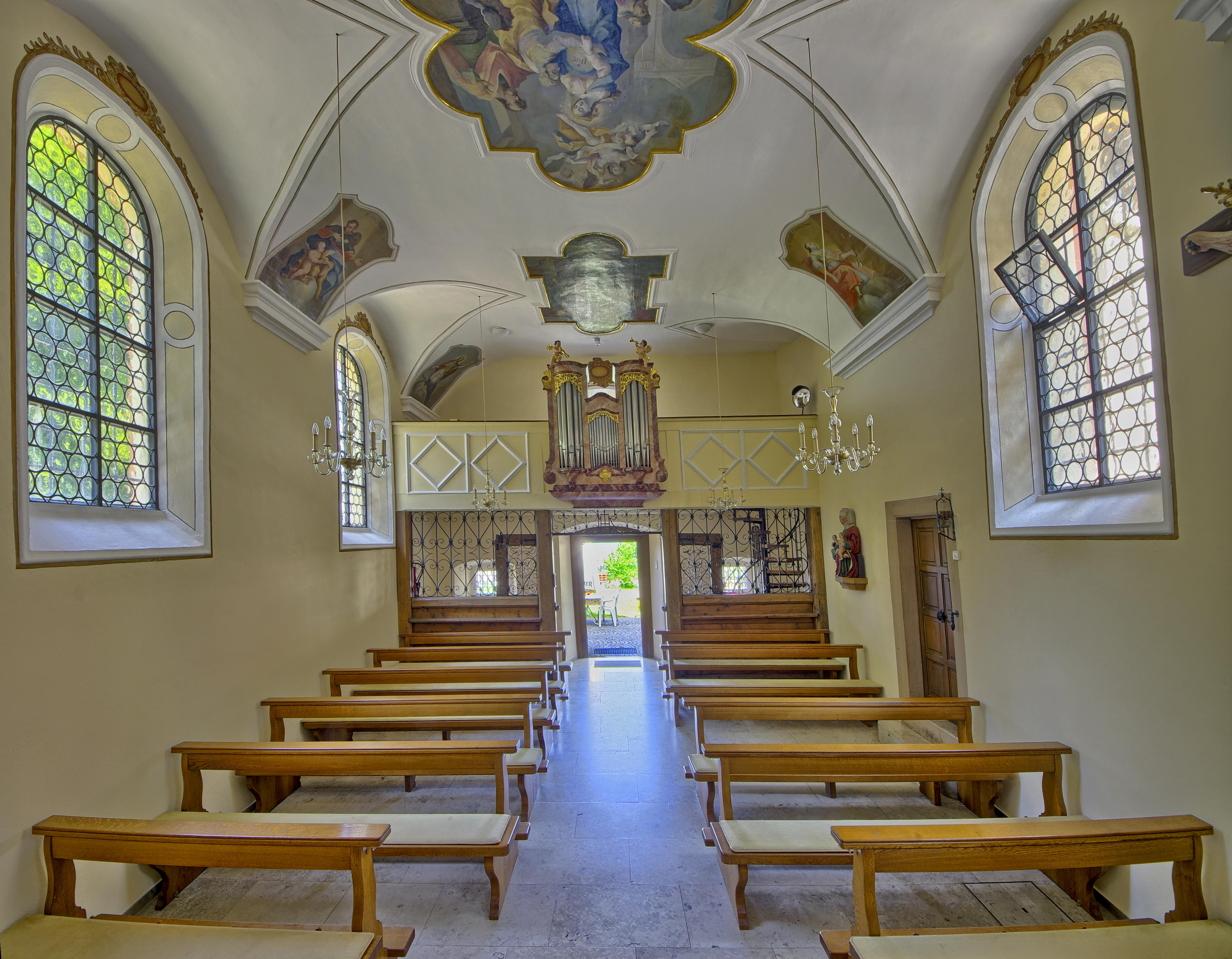
Inneres Richtung Eingang mit Orgel

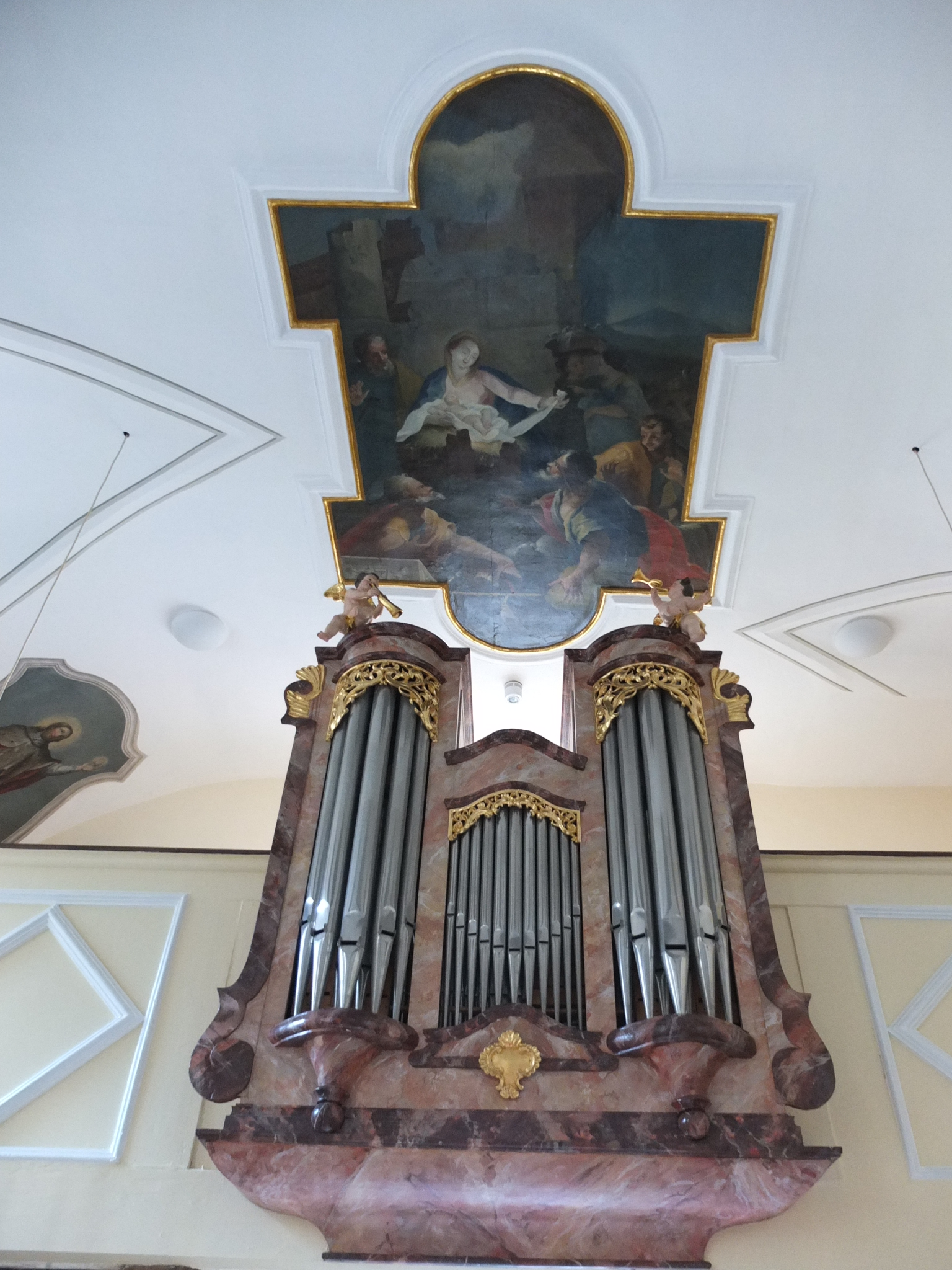
Orgel

Auf Konsolen an den Wänden stehen noch einmal, wie auf den altarnächsten Schilden an der Decke von Pfunner gemalt, so hier von Faller und seiner Werkstatt geschnitzt, links Stephanus mit sieben Steinen in der Hand und rechts Laurentius mit dem Rost.
An der linken Wand hängt ein großes Kruzifix, vor 1420 datiert, das ursprünglich im Chorbogen der Pfarrkirche St. Gallus hing, und steht eine Anna-Selbdritt-Gruppe, um 1500. An der rechten Wand steht eine Pietà, Kopie der Matthias Fallerschen Pietà aus der Pfarrkirche St. Jakobus (Stegen-Eschbach).

### Orgel
Die Orgel aus dem Jahr 1992 stammt vom Waldkircher Orgelbau Jäger & Brommer. Die Orgel besitzt ein sogenanntes Messerrücken-Pedal und 6 klingende Register (1 Vorabzug) auf einem Manual und fest angehängtem Pedal. Das Gehäuse wurde im Stil an das Gehäuse der Vorgängerorgel angepasst. Zwei der Register sind geteilt in Bass/Discant.

### Glocken
Im Turm der Kirche hängen zwei Bronzeglocken. Die ältere Ave-Glocke goss Hans Heinrich Weitnauer II (getauft 1649, bestattet 1722) aus Basel 1711. Sie hat einen Durchmesser von 420 mm, eine Höhe von 350 mm und klingt im Schlagton b″-1. Eine Aufschrift nennt die beiden Stifter: „GOT ZV EHREN LAST MICH GIESEN HER PETER / POVSSET UOGT ZV KIRCHZAHRTEN DAVIT HAVSER / CAPELN PFLÄGER,“ eine zweite den Glockengießer: „HANS HEINRICH / WEITNAVER GOSS / MICH IN BASSEL / 1711.“ Der umlaufende Steg trägt zwei Flankenreliefs, eine Kreuzigungsgruppe mit Jerusalem im Hintergrund und eine gekrönte Muttergottes auf einer Mondsichel im Strahlenkranz. Eine jüngere Glocke wurde 1928 gegossen.
Beide Glocken mussten im Zweiten Weltkrieg abgegeben werden. Die von 1711 wurde nach dem Krieg auf einem Sammelplatz in Hamburg gefunden und verrichtet seit dem 10. November 1946 wieder ihren Dienst in der Kapelle. Die von 1928 blieb verschwunden. Sie wurde 1950 durch eine vom Wiederlehofbauern Heinrich Gremmelspacher gestiftete, von der Glockengießerei Grüninger aus Villingen hergestellte ersetzt. Sie klingt auf den Schlagton g″-1 und trägt die Aufschrift „NOS CUM PROLE PIA BENEDICAT VIRGO MARIA – Gestiftet von Heinrich Gremmelspacher in Burg 1950“.
Seit 1973 ist das Geläut elektrifiziert.

## Rezeption
Die Kapelle gehört „zu den reizendsten und meistbesuchten Marienheiligtümern im Breisgau.“
Die Gemeinde schrieb 1807: „[Die Kapelle] ist ein ganz einfaches Denkmal, ...ist fern von allem Pomp und Geräusch, zieht sich nur Verehrer aus ihrer nächsten Umgebung zu, ist aber dort allen, die nicht gefühllos sind, lieb und werth, ladet bloß die Freunde der geräuschlosen Andacht oder der schönen Natur zu sich ein, um bey ihr in aller Stille einer dieser Freuden oder beyden zugleich sein Herz zu öffnen.“
Otto von Eisengren schrieb 1880 in der Zeitschrift Schau-ins-Land: „Wie schön ist’s auf dem freundlichen Hügel mit seiner herrlichen Fernsicht, wo es uns an die schönen Worte Uhlands mahnt:
‚Droben stehet die Kapelle,

Schauet still in’s Thal hinab,

Drunten singt bei Wies und Quelle

Froh und hell der Hirtenknab.‘
Wohin das Auge schaut, frische Wiesengründe, auf denen sich Heerden tummeln, zerstreute und von malerischen Baumgruppen halbverdeckte Bauernhöfe, an denen ein schäumender Waldbach vorüberrauscht, hellgelbe Kornfelder.“
Eine Kirchzartenerin äußerte 1988 gegenüber Franz Kern: „D’Mueder ihri schenschde Lieder ware: ‚Es blüht der Blumen eine‘ und ‚Segne du Maria!‘ Des war ihr s’Hegschde. Wenn ich so dra denk, wiä oft sie am Sunndig Nochmiddag mit uns uff de Gierschberg isch! Mir sin in Kabelle un hän bäddet un g’sunge. Deno het d’Mueder g’sait:‚Jetz isch’s mir wieder lichder.‘“

## Galerie
Fassadenskulpturen (Nachbildungen) und Ansichten

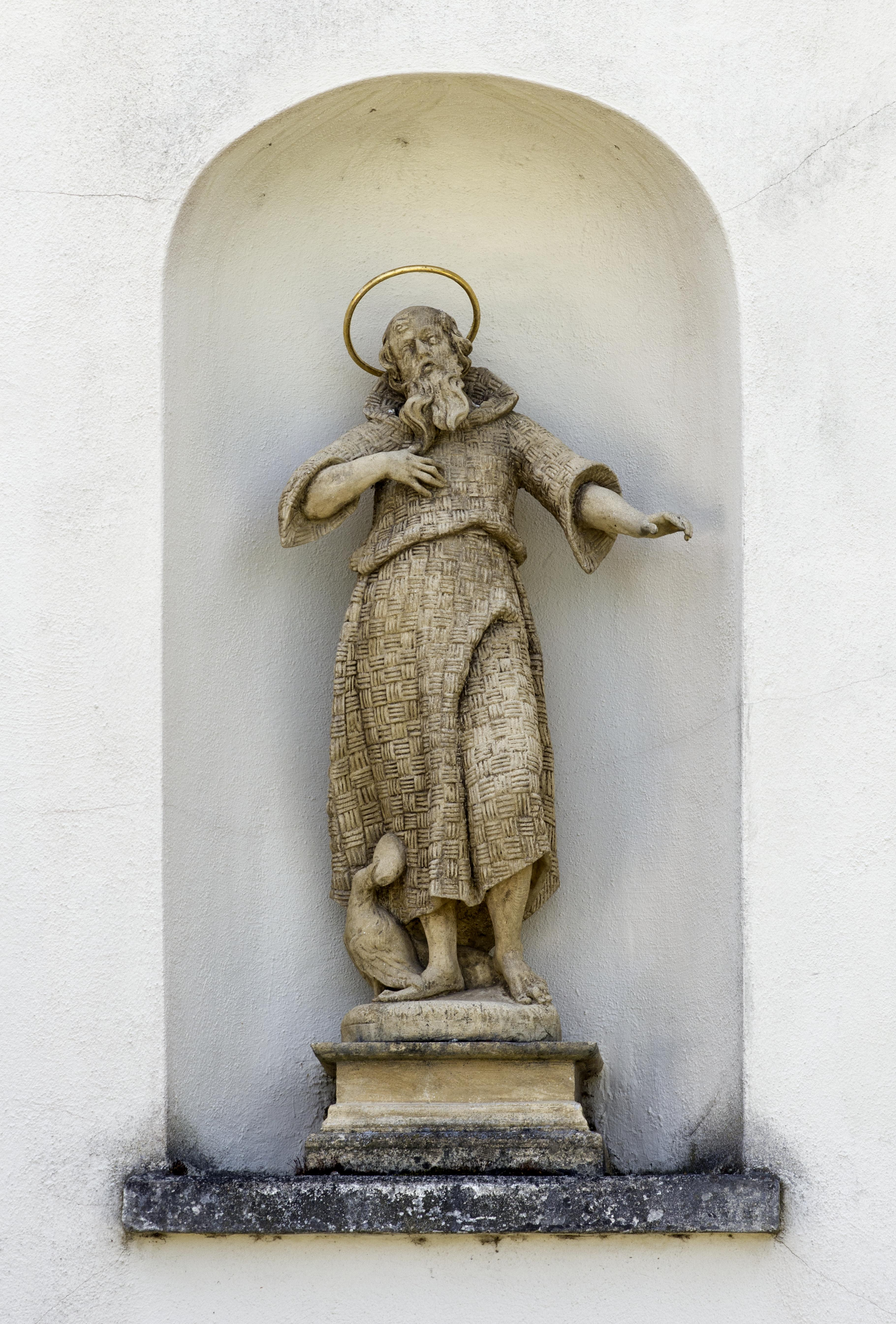
Paulus
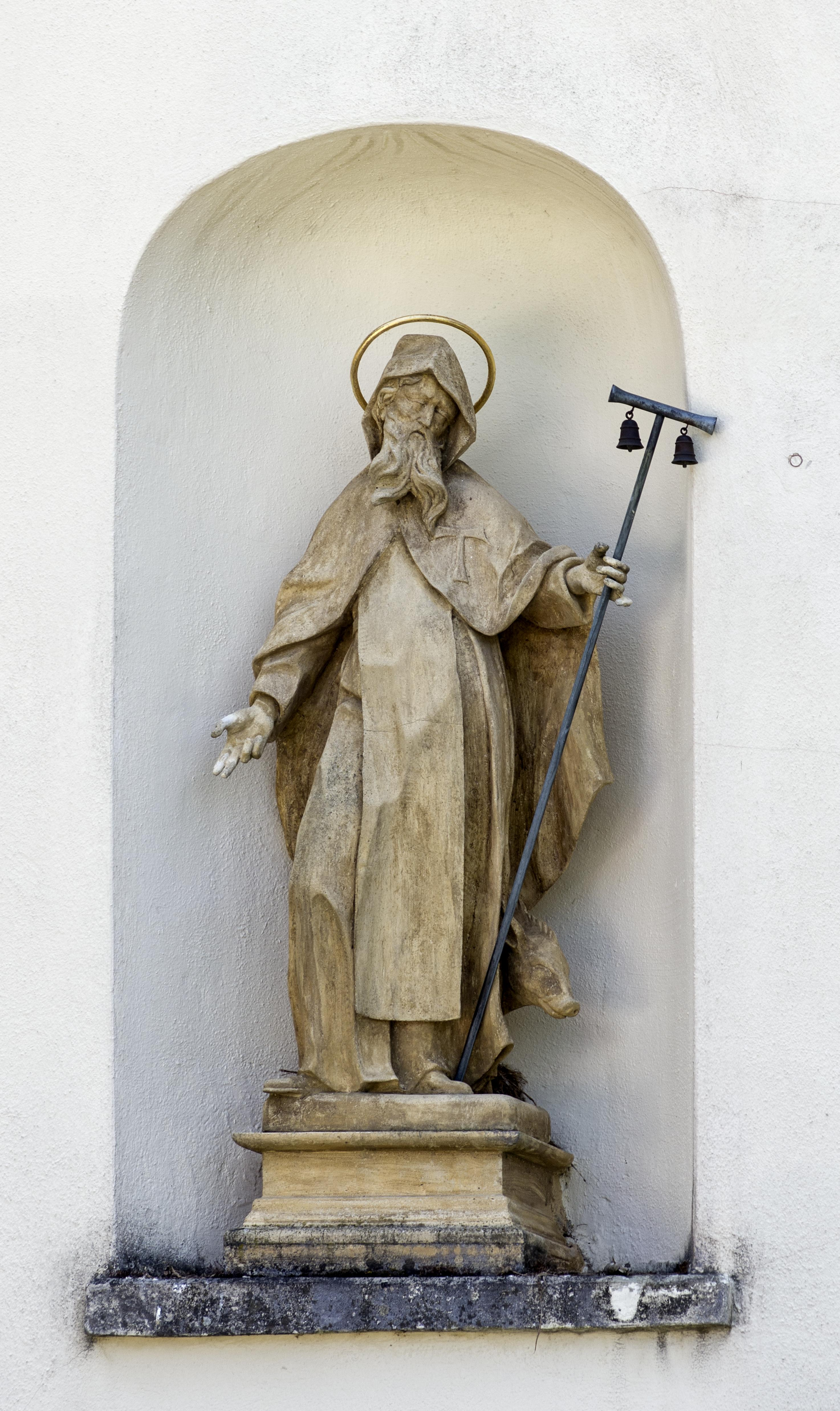
Antonius
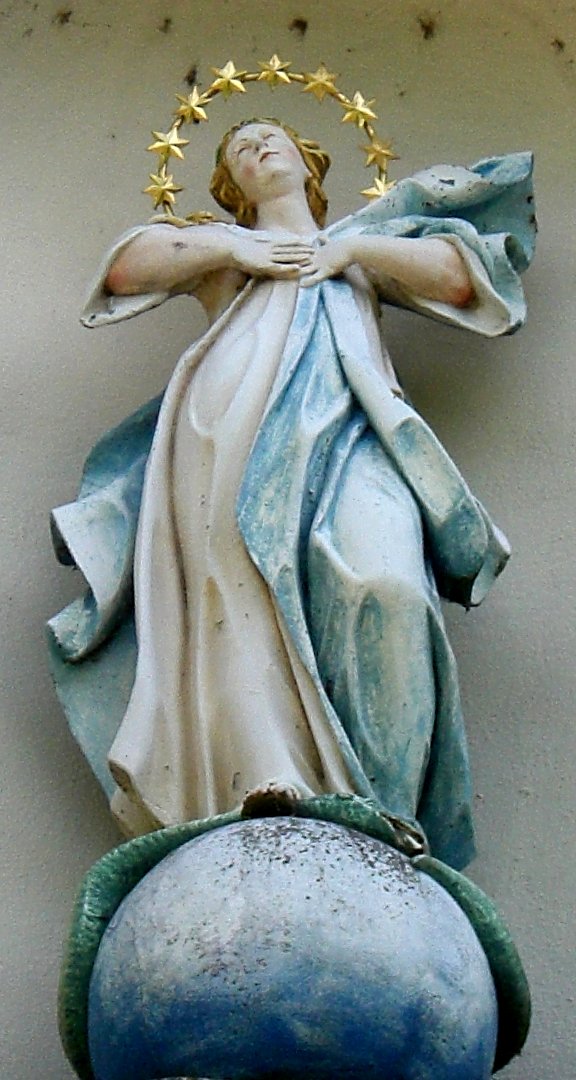
Maria Immaculata
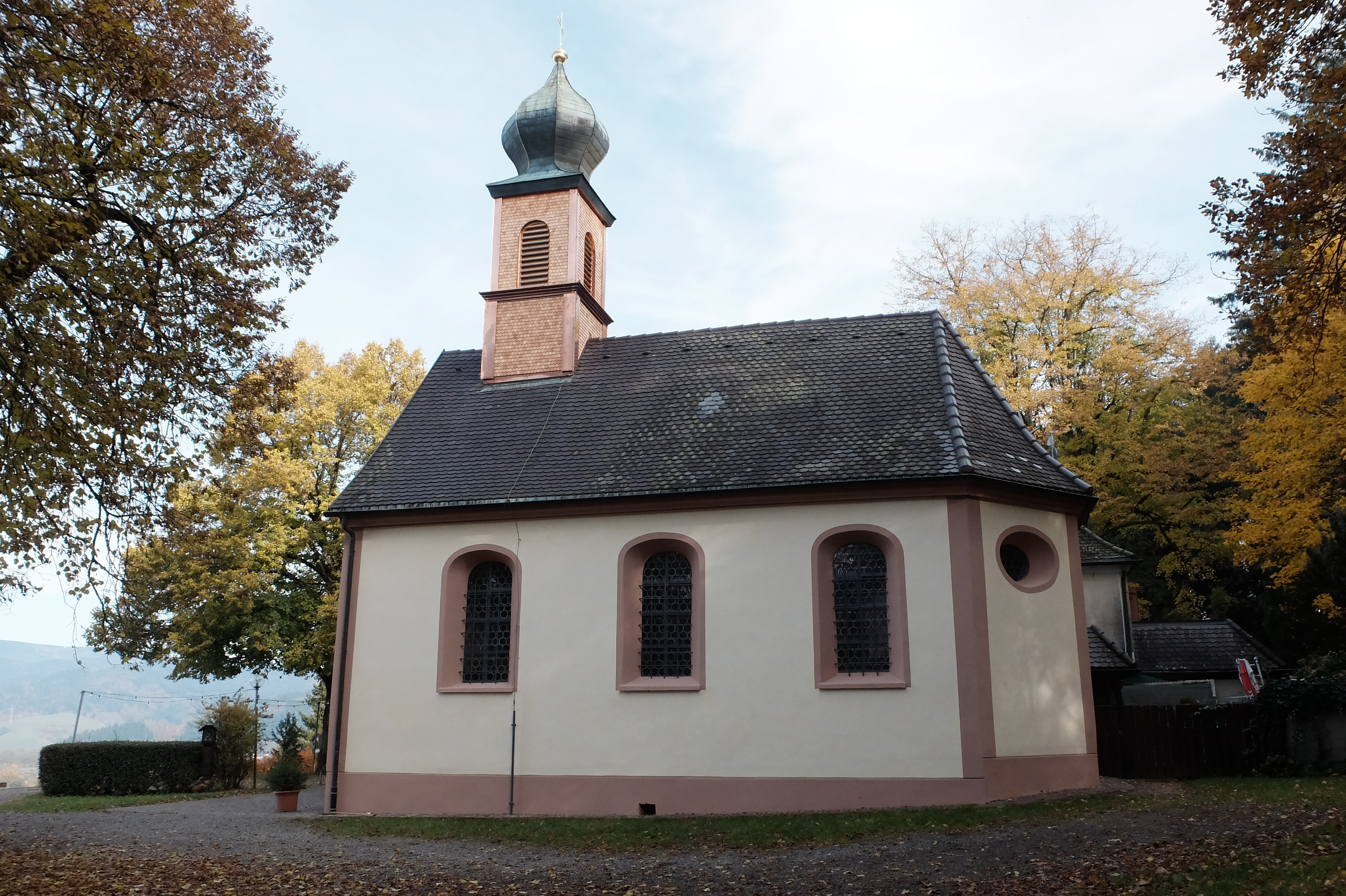
Ansicht Südseite
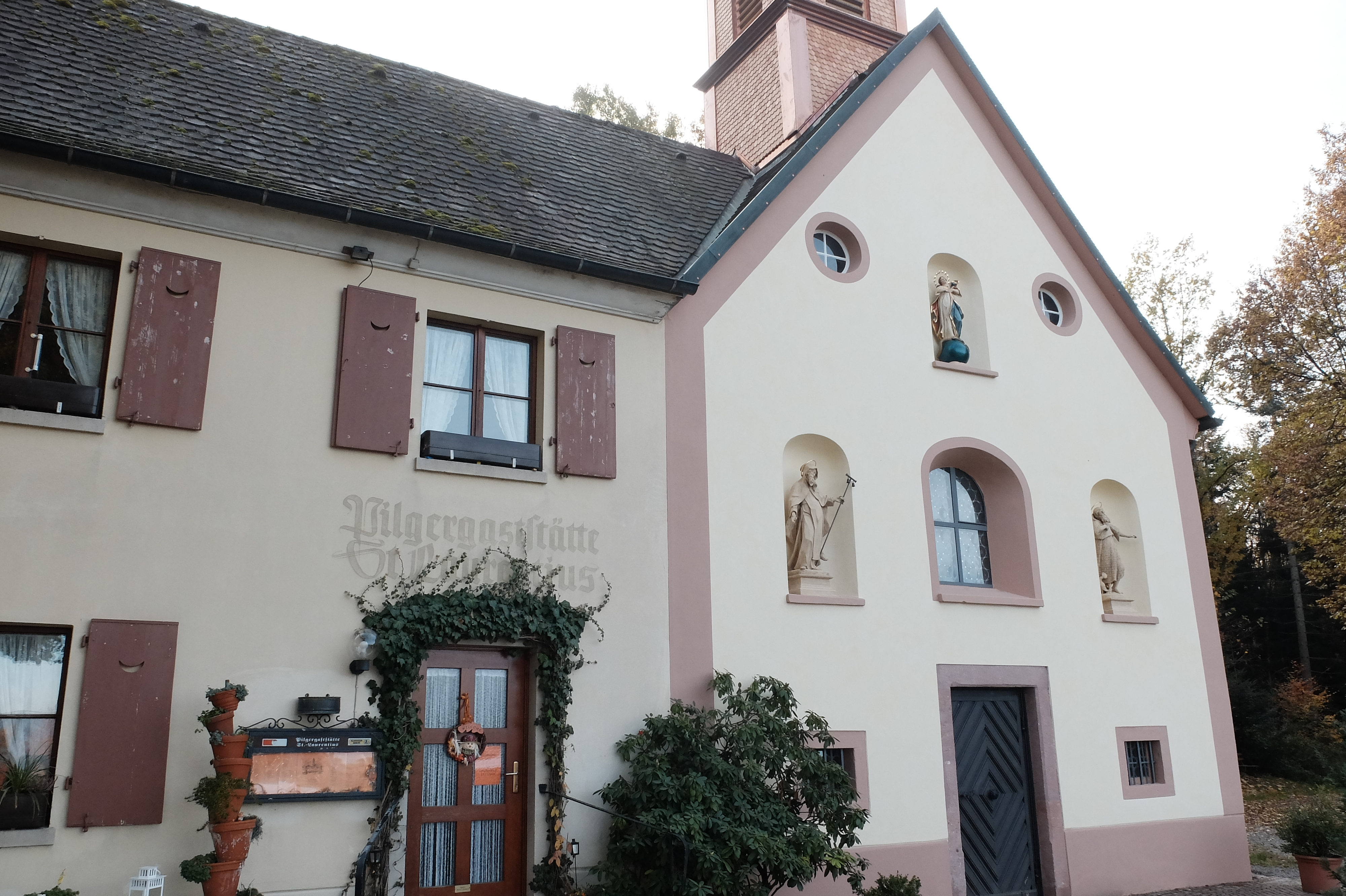
Ansicht Westseite